# Музей мистецтва Епплтона
Музей мистецтв Епплтона — художній музей, розташований в Окала, штат Флорида. Відкритий 2004 року, музей пов'язано й керовано Коледжем Центральної Флориди.
У Музеї мистецтв Епплтона розміщена постійна колекція з близько 18 000 робіт, що містять витвори європейського, американського, азійського, африканського, сучасного та доколумбового мистецтва. У музеї також тимчасово, протягом року, виставляються визначені експонати. Музей постійно поповнює зібрання флоридських митців для представлення історії та розвитку культури Центральної Флориди. З часом музей мистецтва Епплтона зарекомендував себе, як один з провідних художніх музеїв Півдня ЗДА.

## Історія
Бізнес-магнат Артур І. Епплтон та його дружина Марта О'Дрісколл, придбали землю в районі Окала у середині 1970-х років, де відкрили ферму Бридлвуд, — чистокровний завод для розведення та навчання. Епплтон збагнув, що місцевість ферми є ідеальним для влаштування музею, що дозволить йому зберігати, демонструвати та ділитися з громадськістю своєю величезною мистецькою колекцією. Будівництво Музею мистецтв Епплтона розпочалося у 1984 році на майже 18 гектарах лісу на Сілвер-Спрінгс бульварі міста. Музей було завершено 1987 року, до зведення якого доклалися понад 300 будівельників з 130 компаній. Будівлю обкладено 7430 м2 італійського травертинового мармуру, настелено 1400 м2 болівійського граніту Капао Боніто й вставлено англійське Пілкінгтонське скло.
У 1996 році було додано крило Едіт-Марі Епплтон, що профінансоване й названо на імʼя сестри Артура І. Епплтона. У 2009 році було додано сховище у 244 м2 площею, що підняло загальну площу музею до 7920 м2.

## Будівля музею
Музей мистецтв Епплтона розташовано у Культурному центрі Епплтона, — комплексі на схід від центру міста, у якому також розташовано Окальський громадський театр. Унікальний структурний дизайн музею — сам є витвором мистецтва. Двоповерхова травертинова мармурова споруда оточена фонтаном, довгим басейном й навколишнім ландшафтним садом, що займає 4,6 гектари.
Вражаючий та різноманітний інтер'єр Музею мистецтв Епплтона включає шість художніх галерей, загальною площею кілька сотень квадратних метрів, а також аудиторію та кафе на 250 місць, що оточують подвірʼя під відкритим небом.
Крило Едіт-Марі Епплтон включає 4 аудиторії, в одній з яких є інтерактивна відеотехніка; художня бібліотека з понад 2000 томів з мистецтва та візуальних носіїв; та студія.

## Колекція музею

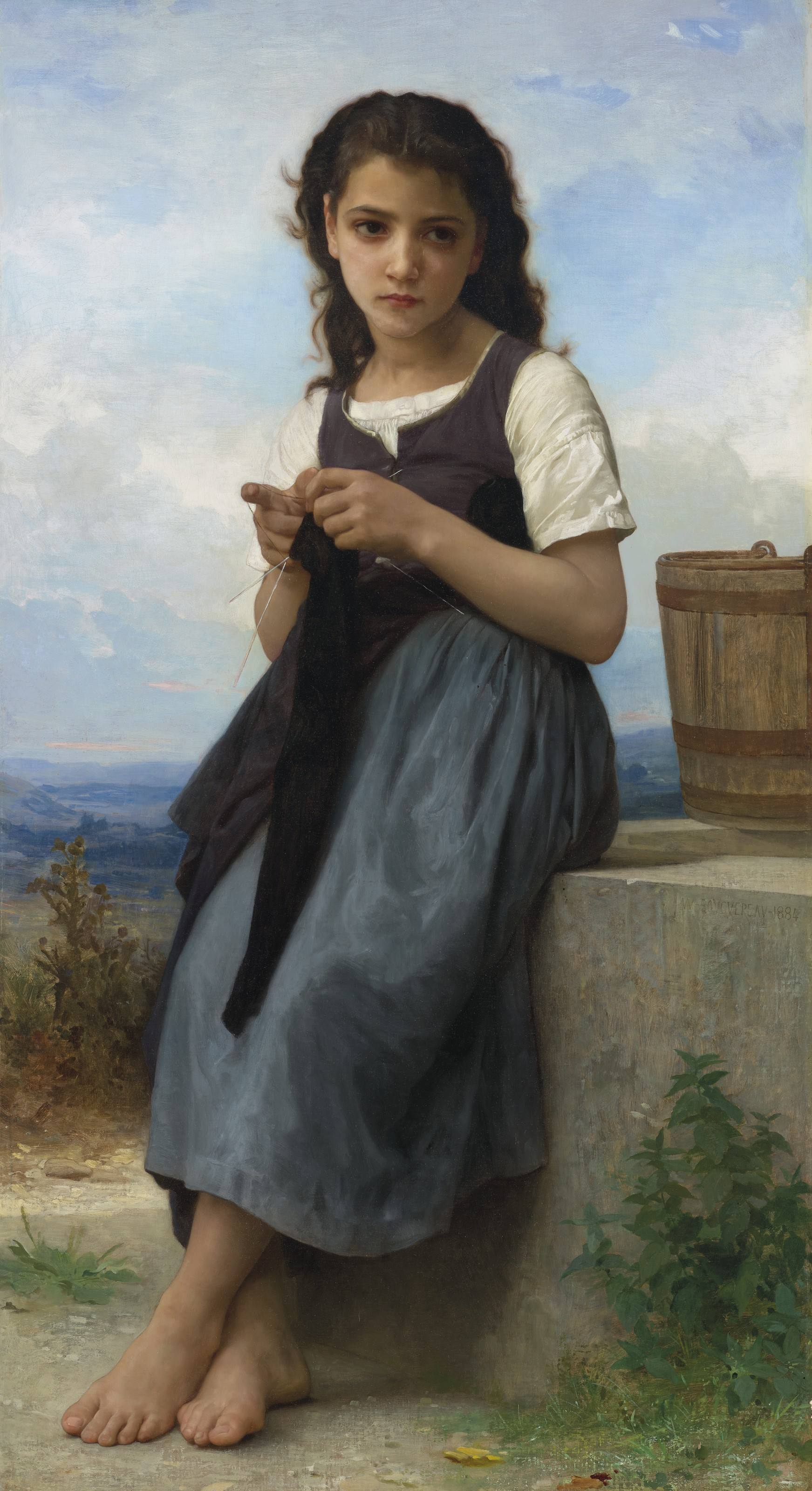
Мала вʼязальниця (1884) французького митця Вільяма-Адольфа Бугро (1825—1905)

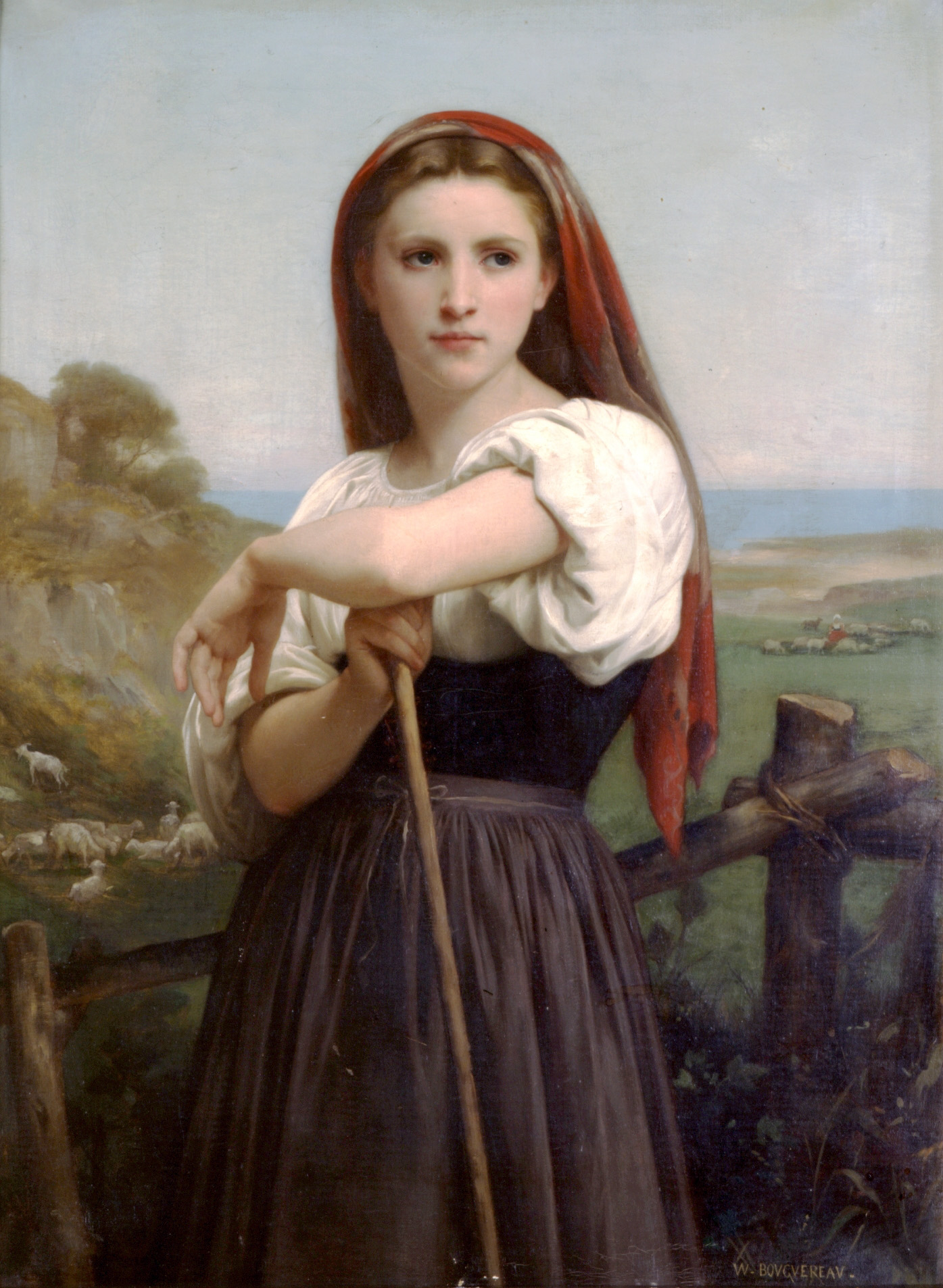
Молода пастушка (1868) Вільяма-Адольфа Бугро (1825—1905)

### Європейське мистецтво
Європейське мистецтво виставлено на 2-му поверсі музею й представлено значною колекцією картин, скульптури та декоративного мистецтва. Серед робіт:
- голландські картини Ніколаса Мейса («Portrait of Lady»), Барента Фабріція, Яна Баптиста Венікса, Паулюс Поттер («Cows in Pasture») та вишуканий квітковий натюрморт італійця Маріо Нуцці;
- яскраві приклади скульптури в кращих європейських академічних традиціях 19 сторіччя;
- шедеври французьких митців, як Вільям-Адольф Бугеро («Knitter»), Жан-Леон Жером («Odalisque»), Тома Кутюр (Se Rendant a L'audience), П'єр Огюст Кот («All Soul's Day at Camposanto, Pisa»), Альберт-Ернест Керрієр-Беллюз, Жан-Батист Карпе;
- інші художники континентальної Європи, такі як Конрад Кізель, Карл Рудольф Сон, Северин Русен та Джозеф ван Севердонк;
- Барбізонська школа 19 сторіччя добре представлена у колекції з прекрасними прикладами Анрі Руссо, Дюпре, Шарля Жака («Sheperdess and Flock») й Жюля Бретона ("Harvesting Potatoes");
- романтичні твори Рози Бонер, Адольфа Шрейєра («Arab Horseman Crossing Desert»), Огюста Родена, Жака Раймона Браскасса («River Scene») та Антуана-Луї Барі;
- твори француза Жоржа Штайна (Avenue Bois du Boulogne, Paris, імпресіонізм 1890), голландця Луїса Апола (Winter Scene, 1900) й англійця Бенджаміна Маршалла («Match for 1000»).
- французькі меблі Regal;
- художнє скло від Еміля Галле та інші декоративні мистецтва.

### Американське мистецтво
У колекції представлені картини, друки, декоративно-прикладне мистецтво, карти та інші документи США 18 та 19 сторіччя. Серед митців:
- художники Ральф Альберт Блейклок, Томас Саллі, Елізабет Гарднер (Дафніс й Хлоя, 1882), Едвін Лорд Вікс (Ринковий день, близько 1880-х років), Северин Розен;
- друкарі Джон Джеймс Одюбон та Джеймс Макніл Вістлер;
- склодуви Луїс Комфорт Тіффані та Стюбен (з округу Стюбен штату Нью-Йорк).

### Сучасне мистецтво
Ця колекція охоплює картини, скульптуру та твори на папері з Європи, Азії, Австралії, Північної та Південної Америки, що були створені після Другої світової війни. Серед митців; Роберт Горді, Карел Аппел, Олександр Колдер, Такао Танабі, Грем Пікок, Кльос Олденберг, Філіп Перлштайн, Роберт Раушенберг, Джеймс Ліо Сьюелл та Джо Тілсон. Колекція також демонструє багатьох художників Флориди, таких як Ральф Хюрст, Девід Вільямс, Джеймс Розенквіст та Джек Тюрсбі.

### Азійське мистецтво
Колекція релігійних та світських творів з Китаю, Індії, Японії, Тибету та Південно-Східної Азії:
- індуїстське мистецтво представлено кількома витонченими індійськими скульптурами 10-12 сторіччя;
- буддійське мистецтво представлено індійською, тибетською, тайською та бірманською скульптурою та текстилем;
- серед китайських робіт представлено ряд тонких керамічних творів;
- японська колекція музею включає різноманітні нецке, литу бронзову скульптуру самурая, приклади експортної кераміки та елегантний паланкін.

### Африканське мистецтво
Більшість колекції африканського мистецтва музеї походить з колекції покійного доктора Віктора Девіда Дюбуа з Нью-Йорка, яку він особисто відбирав та досліджував кожен твір за свого тривалого часу життя у Африці. Колекція охоплює більшість культур Західної та Центральної Африки. Деякі помітні приклади колекції — табурет Бамана з Малі, рідкісна труба Сенюфо з Верхньої Вольти та рідкісна маска Йоруба Геледе з Республіки Бенін.

### Ісламське мистецтво
Ісламська колекція містить рідкісні зразки перського керамічного мистецтва 10–14 сторіч, що прикрашені широким діапазоном стилів з зображеннями птахів й тварин, арабською каліграфією та абстрактними візерунками.

### Доколумбове мистецтво
Найдавніший твір доколумбового мистецтва у музеї є керамічна жіноча статуетка з прибережної еквадорської культури Вальдивія (приблизно 2000 рік до Р. Х.). Колекція містить широкий вибір таких фігурок з багатьох країн, а також численні приклади інших керамічних форм. Деякі з найвидатніших керамічних фігур музею належать пізньому докласичному періоду Західної Мексиці та класичному та пізньому класичному періоду Східної Мексики (Веракрус).
У музеї також зберігаються чудові зразки мистецтва мая у вигляді церемоніальних чаш та статуеток.
Прикрашають колекцію дві вишукані урни з Колумбії з чорного посуду таїрона.
З перуанських культур представлено посуд культури чавін, вигорілі шматки культури наска, прекрасна група кераміки культури моче та інші пізніші приклади містять захоплювальний погляд на Америку перед європейською колонізацією.
Предмети з золота та нефриту представлені серією Маянського та костариканського нефритового орнаменту та чудовим золотим кулоном орлана з району Вераґуас у Панамі.